# ای‌سی کامیکس
انترتینینگ کامیکس، معروف به ای‌سی کامیکس، یک انتشارات کتاب‌های کمیک آمریکایی بود که در ژانرهای ترسناک، جنایی، طنز، نظامی، خیال‌پردازی تاریک و علمی-تخیلی بود که از دهه ۱۹۴۰ تا اواسط دهه ۱۹۵۰، به‌خصوص قصه‌های سرداب فعالیت داشت. در ابتدا، ای‌سی متعلق به مکسول گینز بود و در انتشار داستان‌های آموزشی و کودک محور فعالیت داشت. پس از مرگ مکس گینس در یک حادثه قایقرانی در ۱۹۴۷، پسرش ویلیام گینز شرکت را به دست گرفت و شروع به چاپ داستان‌های بزرگسالانه‌تر در ژانرهای ترسناک، جنگی، خیال‌پردازی، علمی-تخیلی، ماجراجویی و غیره کرد. این داستان‌ها همچنین با توجه به کیفیت بالا و پایان شوکه‌کننده‌شان به موضوعات آگاهی اجتماعی و ترقی‌خواه (از جمله برابری نژادی، جنبش ضد جنگ، خلع سلاح هسته‌ی و محیط زیست‌گرایی) نیز می‌پرداخت که جنبش حقوق مدنی و طلوع پادفرهنگ دهه ۱۹۶۰ را پیش‌گویی می‌کرد. در سال‌های ۱۹۵۴ تا ۱۹۵۵، فشارهای سانسور باعث شد تا ای‌سی برروی مجله طنز مد را متمرکز شود که منجر به بزرگترین و ماندگارترین موفقیت شرکت شد. در نتیجه، تا ۱۹۵۶، این شرکت انتشار تمام خطوط انتشارش به‌جز مد را متوقف کرد.

## یادداشت
1. ↑  «نسخه آرشیو شده». بایگانی‌شده از اصلی در ۱۵ سپتامبر ۲۰۱۷. دریافت‌شده در ۶ مارس ۲۰۲۱.
2. ↑  Groth, Gary. "Entertaining Comics". The Comics Journal. The Comics Journal. Archived from the original on 28 July 2017. Retrieved 7 December 2018.
3. ↑  Duin, Steve. "The enduring art of EC Comics". Oregon LIve. Oregon Live. Retrieved 7 December 2018.